# ماريون إي. رودس
ماريون إي. رودس (بالإنجليزية: Marion E. Rhodes)‏ هو محامي وسياسي أمريكي، ولد في 4 يناير 1868، وتوفي في 25 ديسمبر 1928. حزبياً، نشط في الحزب الجمهوري. وقد انتخب عضو مجلس نواب ولاية ميسوري وانتخب عضو مجلس النواب الأمريكي.